# Profil wody w kąpielisku
Profil wody w kąpielisku – zespół danych i informacji obejmujący cechy fizyczne, geograficzne i hydrologiczne wody w kąpielisku oraz wód powierzchniowych, które mają wpływ na ich jakość razem z identyfikacją i oceną przyczyn pojawiania zanieczyszczeń mogących wpływać niekorzystnie na jakość wody w kąpielisku oraz stan zdrowia osób z niego korzystających.
Profil wody w kąpielisku sporządza organizator kąpieliska, następnie analizuje go i w terminie 7 dni przekazuje właściwemu wójtowi, burmistrzowi lub prezydentowi miasta oraz Wodom Polskim. W przypadku kąpielisk morskich profil wody należy przekazać jeszcze właściwemu terytorialnie dyrektorowi urzędu morskiego. Organizator podejmuje działania, które mają na celu zmniejszenie ryzyka zanieczyszczenia wody w kąpielisku i miejscu wykorzystywanym do kąpieli. Minister właściwy do spraw środowiska we współpracy z ministrem właściwym do spraw gospodarki wodnej, ministrem właściwym do spraw gospodarki morskiej i ministrem właściwym do spraw zdrowia określają, w drodze rozporządzenia: sposób sporządzania profilu wody w kąpielisku, szczegółowy zakres informacji zawartych w profilu wody w kąpielisku i sposób ich przedstawienia, sposób dokonywania aktualizacji profilu wody. Organizator kąpieliska musi przekazać aktualny profil wody w kąpielisku Wodom Polskim, w celu zarejestrowania w systemie informacyjnym gospodarowania wodami, w terminie 30 dni od jego sporządzenia oraz Głównemu Inspektorowi Sanitarnemu w formie papierowej lub elektronicznej za pośrednictwem internetowego serwisu kąpieliskowego.
Profil wody w kąpielisku powinien być regularnie weryfikowany i aktualizowany. Profil wody w kąpielisku obejmuje pojedyncze kąpielisko lub kilka sąsiadujących kąpielisk. Jeżeli profil wody wskazuje na szanse rozmnożenia sinic, wykonuje się odpowiednie kontrole, aby umożliwić szybkie wykrycie zagrożenia zdrowia natomiast jeżeli jest tendencja do rozmnażania się makroalg lub fitoplanktonu morskiego, podejmuje się badania w celu określenia możliwości ich zaakceptowania i zagrożenia dla zdrowia oraz podejmuje się właściwe środki zarządzania, jak np. informowanie ludności.
Profil wody w kąpielisku powinien składać się z:
- sporządzonego opisu cech fizycznych, geograficznych i hydrologicznych wody w kąpielisku oraz innych wód powierzchniowych znajdujących się w zlewni danej wody w kąpielisku, która mogłaby być źródłem zanieczyszczeń;
- identyfikacji oraz oceny przyczyn zanieczyszczeń mogących mieć wpływ na wodę w kąpielisku oraz wpływać niekorzystnie na stan zdrowia kąpiących się;
- oceny możliwości rozmnożenia sinic;
- oceny możliwości rozmnożenia makroalg lub fitoplanktonu;
- jeżeli ocena wskazuje, że istnieje ryzyko krótkotrwałych zanieczyszczeń, następujących informacji: 
  - przewidywany charakter, częstotliwość oraz czas trwania przewidywanego krótkotrwałego zanieczyszczenia
  - szczegóły wszystkich pozostałych przyczyn zanieczyszczenia, włączając podjęte środki zarządzania oraz harmonogram eliminacji przyczyn
  - środki zarządzania podjęte w przypadkach występowania zanieczyszczenia krótkotrwałego wraz z określeniem podmiotów odpowiedzialnych za podjęcie takich działań i szczegółów dotyczących kontaktu z nimi;
- lokalizacji punktu kontroli[2]